# 1996 en Algérie
Chronologie de l’Algérie
- 1992
- 1993
- 1994
- 1995
- 1996
- 1997
- 1998
- 1999
- 2000

Cet article présente les faits marquants de l'année 1996 en Algérie ou relatifs à l'Algérie; datation selon le calendrier grégorien.

## Événements
- 5 janvier : en Algérie, le nouveau Premier ministre, Ahmed Ouyahia présente son gouvernement.
- 11 février : attentat contre Le Soir d'Algérie; attaque terroriste islamiste perpétrée contre le quotidien indépendant Le Soir d'Algérie à Alger. L'attentat fait 29 morts dont trois journalistes[1].
- 18 février : levée du couvre-feu instauré en décembre 1992.
- 27 mars : un commando d'islamistes du GIA enlève sept moines trappistes français après l'attaque du monastère de Tibéhirine dans l'Atlas algérien dans la nuit du 26 au 27 mars. Deux autres moines ont pu se cacher.
- 26 avril : le GIA revendique l'enlèvement des sept moines du monastère de Tibhirine et propose à la France la libération des moines contre des prisonniers islamistes.

- 4 mai : assassinat de l'ancien ministre de l'intérieur Mohamed Hardi.

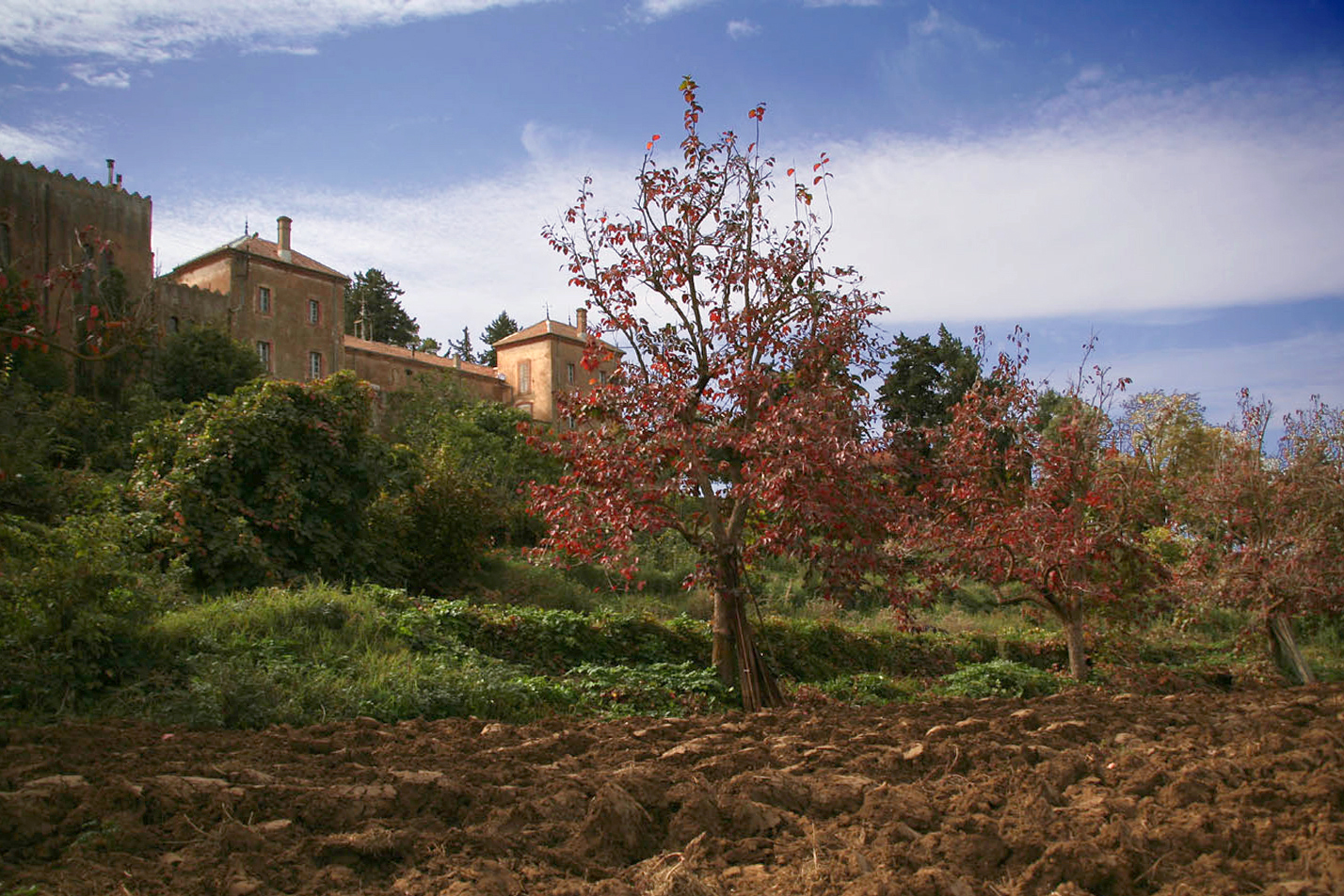
Monastère de Tibhirine vue des champs.

- 21 mai : le GIA annonce l'exécution des sept moines trappistes du monastère de Tibéhirine. Leurs têtes coupées seront retrouvées dix jours plus tard.
- 1er août : l'évêque d'Oran (Algérie), Pierre Claverie, 58 ans, est tué dans sa voiture, détruite par une bombe devant la porte de l'évêché.
- 28 novembre : adoption par référendum d'une nouvelle constitution instaurant un régime présidentiel.

## Sports
- Algérie aux Jeux olympiques d'été de 1996

### Basket-ball
- Championnat d'Algérie de basket-ball 1995-1996
- Championnat d'Algérie de basket-ball 1996-1997
- Coupe d'Algérie de basket-ball 1996-1997

### Football
- Équipe d'Algérie de football en 1996
- Championnat d'Algérie de football 1995-1996
- Championnat d'Algérie de football 1996-1997
- Championnat d'Algérie de football de deuxième division 1995-1996
- Championnat d'Algérie de football de deuxième division 1996-1997
- Coupe de la Ligue d'Algérie de football 1995-1996
- Coupe d'Algérie de football 1995-1996
- Coupe d'Algérie de football 1996-1997
- Saison 1995-1996 de l'USM Alger
- Saison 1996-1997 de l'USM Alger
- Saison 1995-1996 de l'USM Blida

### Handball
- Championnat d'Algérie masculin de handball 1995-1996

## Culture

### Cinéma
- La Colline oubliée, film algérien — le premier en langue berbère[2] — réalisé au début des années 1990 par Abderrahmane Bouguermouh, adapté du roman éponyme de Mouloud Mammeri, et sorti en France le 19 février 1997.
- Salut cousin !, film franco-algéro-belgo-luxembourgeois réalisé par Merzak Allouache, sorti en 1996.

## Naissances en 1996
- Naissance en Algérie en 1996

## Décès en 1996
- Décès en Algérie en 1996